# Borgward-Villa

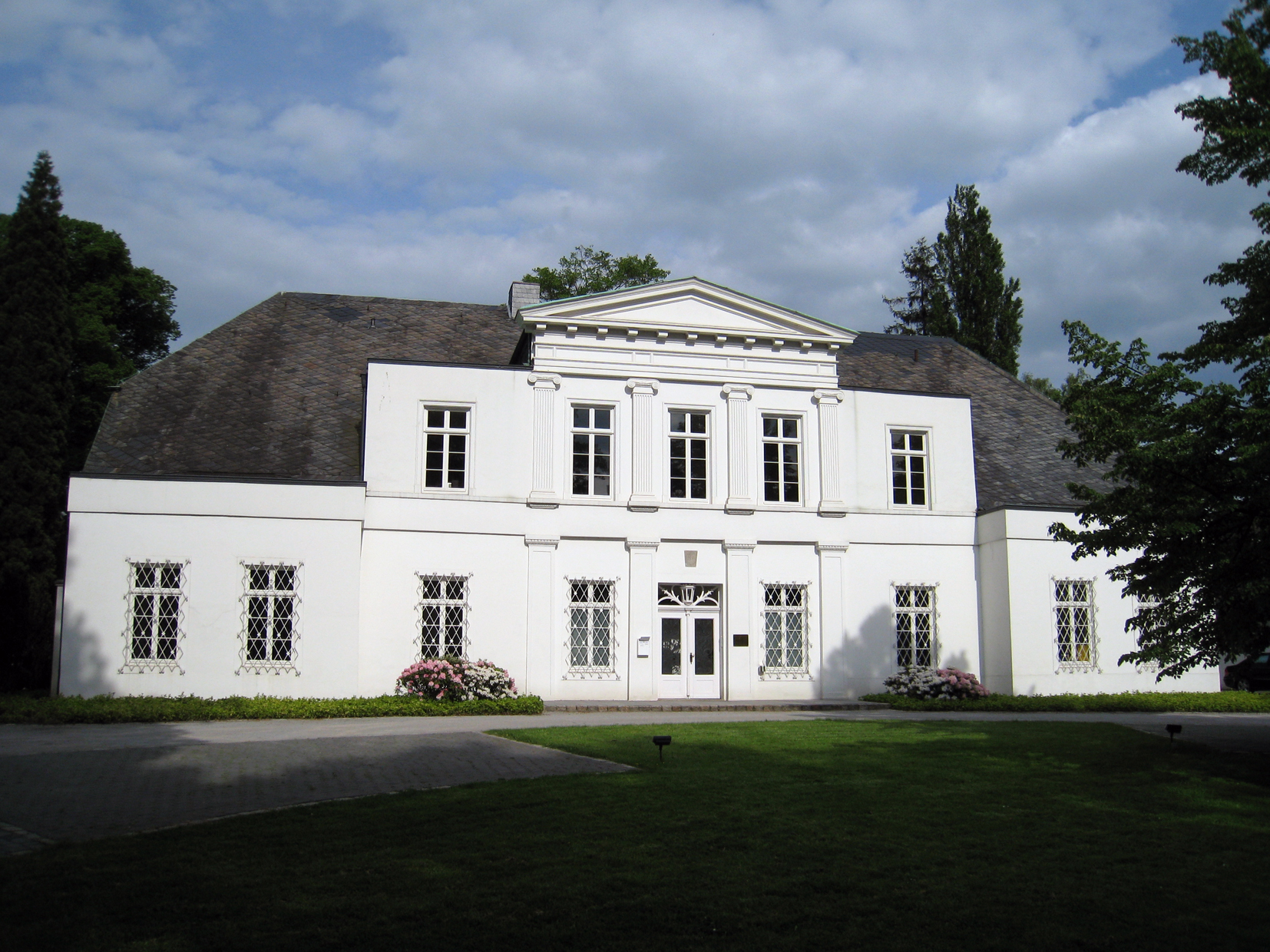
Landhaus Focke-Fritze, Wohnhaus von C. Borgward in Bremen-Horn

Die Borgward-Villa und der östlich benachbarte Allmers Park im Bremer Stadtteil Horn-Lehe wurden im Jahre 1750 als Landgut angelegt, von Anfang des 19. bis Anfang des 20. Jahrhunderts waren sie als Landgut Focke-Fritze bekannt. Der Allmers Park wurde 1936 vom Bremer Staat erworben. Das Landhaus Horner Heerstraße Nr. 11/11a wurde von 1952 bis 2000 von der Familie Borgward bewohnt. Es ist nicht zu verwechseln mit dem Haus der ehemaligen Borgward-Verkaufsgesellschaft Pfalzburger Straße 69 in Hastedt.
Das Gebäude steht seit 1973 unter Bremer Denkmalschutz.

## Geschichte
Das Landhaus wurde 1750 vom späteren Bürgermeister Hieronymus Klugkist (1711–1773) errichtet. Das Grundstück war etwa 100 m breit aber annähernd 2 km lang und erstreckte sich von der Horner Heerstraße (die damals noch nicht so hieß) bis zum Achterdiek. Südliche Begrenzung war eine Allee, die alsbald auch Klugkistendamm genannt wurde. Der Bereich um das Landhaus und noch etwa ein Viertel des östlich anschließenden Geländes wurden als Park gestaltet, die restlichen drei Viertel blieben bis in die 1920er Jahre landwirtschaftlich genutzt.
Hieronymus vererbte es an seinen Sohn, den späteren Bürgermeister Daniel Klugkist (1748–1814). Nach dessen Tod wurde es von Heinrich Uhlhorn erworben, der es 1819 an den Kaufmann Hermann Focke (1766–1824) verkaufte. Focke ließ es 1819–1820 vom damaligen Stadt-, Bau- und Ratszimmermeister Johann Georg Poppe um- oder neubauen. Nach dem Tod von Herrmann Focke ging der Besitz an seine Tochter Elisabeth über, die den Kaufmann und Eltermann Carl Wilhelm Fritze (1791–1842) heiratete. Bis 1915 blieb das Gut im Besitz der Familie Fritze. 1921 erwarb es der Geheime Kommerzienrat und Direktor der Hansa-Lloyd Werke Robert Anton Hinrich Allmers (1872–1951), der es 1921 nach den Plänen von Rudolf Alexander Schröder umbauen ließ. Nachdem Allmers 1931 Bremen verlassen hatte, wurde es von verschiedenen Mietern bewohnt. 1936 wurde der dazugehörige Park als Allmers Park vom Bremer Staat erworben und zusammen mit der anschließenden Landfläche und dem südlich daran grenzenden Rickmers Park zum Rhododendronpark umgestaltet.
1938 wurde das Landhaus an den Kaufmann August Georg Nebelthau (1892–1965), einen Bremen Tabakkaufmann und Teilhaber der Firma Gebrüder Kulenkampff. verkauft. In der Nachkriegszeit musste Nebelthau die Villa kurzzeitig der US-Armee überlassen. Nebelthau lebte später in Buenos Aires und wollte sich von dem 'verfallenen Allmerschen Bau' trennen. Er fand 1952 einen neuen Abnehmer. Im Juni 1952 wurde das Haus vom Automobilbauer Carl F. W. Borgward erworben. Borgward ließ es 1952–1953 vom Architekten Rudolf Lodders nach seinen Vorstellungen umbauen. Der Garten wurde von dem Gartenarchitekten Bernd Kuhlwein gestaltet. Nach dem Tod von Borgward wurde das Haus von seiner Witwe und seinen Kindern bis 2000 bewohnt. Wenige Jahre später wurde es von einem Geschäftsmann erworben, der die Innenräume für geschäftliche Nutzung umbaute. Als Hinterlieger errichtete er das Wohnhaus Horner Heerstraße 13, das dem Stil der Borgward-Villa angepasst ist.

## Architektur
Ein Steinwappen über dem Eingang bekundet das Baujahr des ersten Gebäudes von 1750. Unklar ist, ob es sich bei den von Poppe vorgenommenen Änderungen um einen Umbau oder um einen Neubau handelt, in den der Stein über dem Eingang aufgenommen wurde. Das im klassizistischen Stil erbaute Landhaus hatte eine Länge von 29 Metern; an den Enden befanden sich mit je zwei Fenstern ausgestattete, 6 Meter lange Vorlagen, die einen Meter vorsprangen. Die mittleren drei Öffnungsachsen mit der Eingangstür wurden durch Pilaster gefasst und durch ein breites, halbkreisförmiges Fenster im Dach betont. An der Gartenseite befand sich ein ähnliches aber kleineres Rundbogenfenster, das die große ausladende Fläche des Krüppelwalmdachs aufbrach.
1862 wurden im Dachgeschoss Zimmer eingerichtet. Das Gebäude wurde aufgestockt und erhielt einen Dreiecksgiebel. Die vier Pilaster im Erdgeschoss wurden im neuen Erker mit ionischen Kapitellen fortgeführt. Abgeschlossen wurde der Erker von einem flachgeneigten Dreiecksgiebel. Rudolf Alexander Schröder erweiterte 1921 den Erker auf beiden Seiten um eine Fensterachse und vergrößerte den Mittelraum im Erdgeschoss der Gartenseite. Der Vorbau, der einen Söller trägt, wurde an den Seiten durch Pergolen erweitert, die an den Ecken durch ionische Säulen gestützt wurden.